# Coucou de la Sonde
Cuculus lepidus
Espèce
Statut de conservation UICN

 LC  : Préoccupation mineure
Le Coucou de la Sonde (Cuculus lepidus) est une espèce de Coucous, oiseaux de la famille des Cuculidae. Son aire de répartition s'étend sur la Malaisie, l'Indonésie et le Timor oriental.
C'est une espèce monotypique (non subdivisée en sous-espèces), considérée par certains auteurs comme une sous-espèce de Cuculus saturatus.